# Banele Dlamini
Banele Dlamini (ur. 5 kwietnia 1992) – suazyjski piłkarz grający na pozycji obrońcy. Od 2014 jest zawodnikiem klubu Green Mamba FC.

## Kariera klubowa
Swoją karierę piłkarską Dlamini rozpoczął w klubie Young Buffaloes FC. W sezonie 2013/2014 zadebiutował w jego barwach w pierwszej lidze suazyjskiej. W 2014 przeszedł do klubu Green Mamba FC. Wywalczył z nim dwa mistrzostwa kraju w sezonach 2018/2019 i 2022/2023 oraz zdobył Puchar Eswatini w 2020 roku.

## Kariera reprezentacyjna
W reprezentacji Eswatini Dlamini zadebiutował 27 marca 2018 w zremisowanym 0:0 towarzyskim meczu z Seszelami. Od 2018 do 2019 wystąpił w kadrze narodowej 15 razy.